# Diaspore
Diaspore is een overkoepelend begrip in de plantkunde voor de meercellige eenheid die organismen gebruiken voor hun voortplanting. Voorbeelden van diasporen bij de ongeslachtelijke voortplanting zijn: bollen, knollen, broedknoppen, en plantendelen als stengels en wortels. Voorbeelden bij de geslachtelijke voortplanting zijn zaden en vruchten.
Bij veel soorten mossen en levermossen komen gemmen en broedknoppen voor: organen, die dienen voor (ongeslachtelijke) voortplanting via vegetatieve vermeerdering.
Bij korstmossen komen soralen voor de vorming van sorediën en isidiën die door fragmentatie voor ongeslachtelijke voortplanting kunnen zorgen.

Diasporen
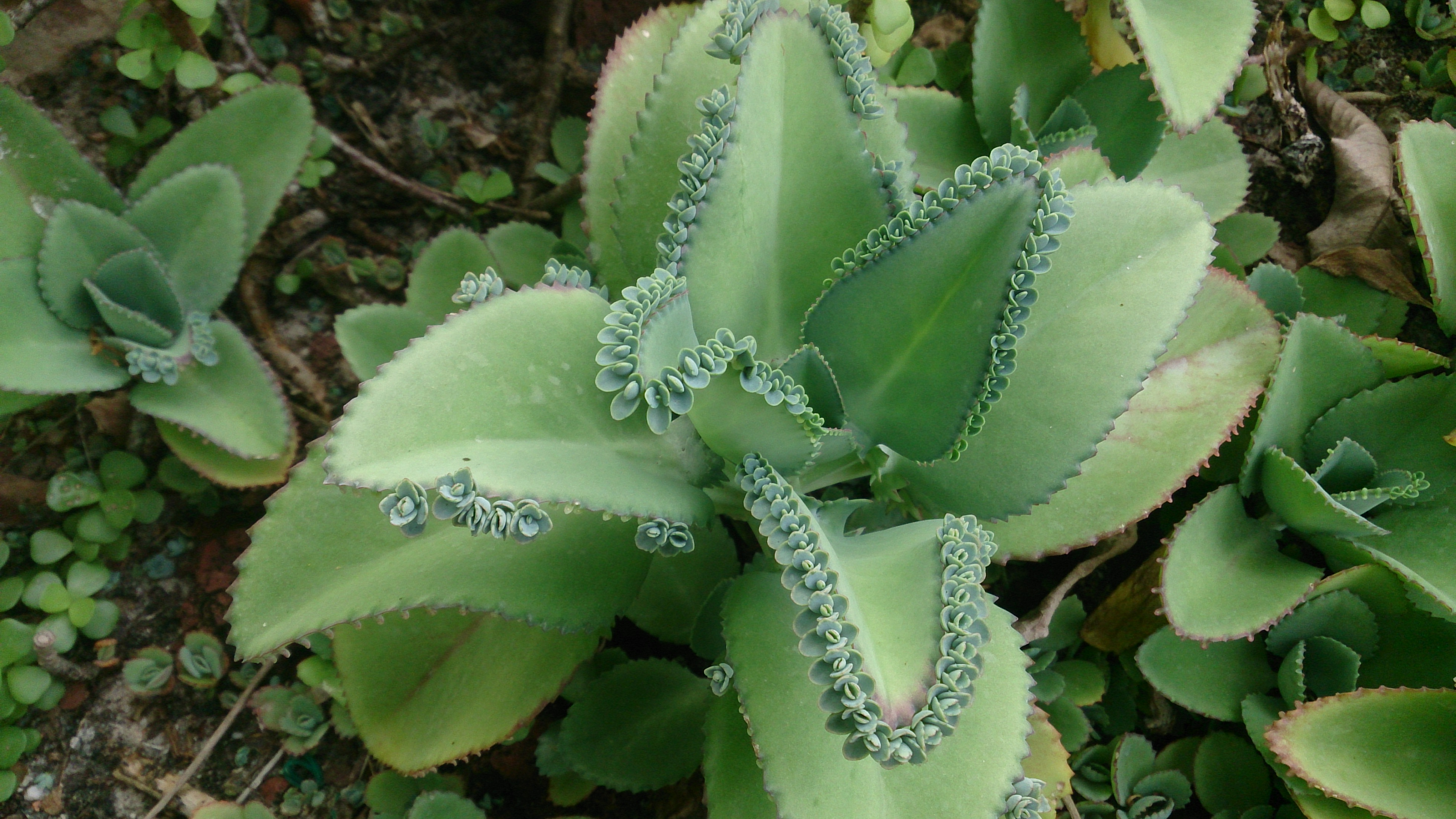
Blad van een 'broedblad' met jonge plantjes
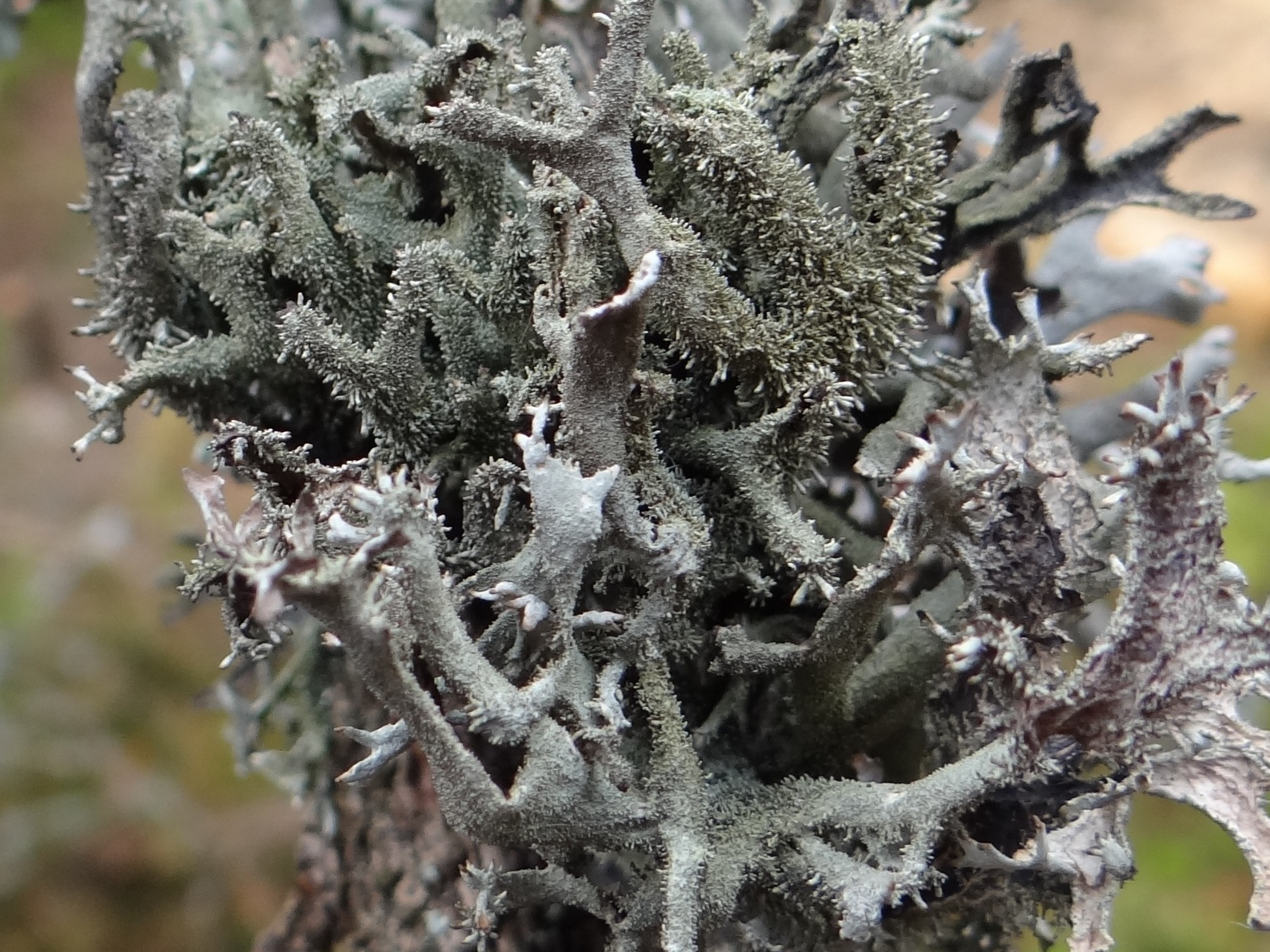
Purper geweimos (een korstmos) met isidiën op het thallus
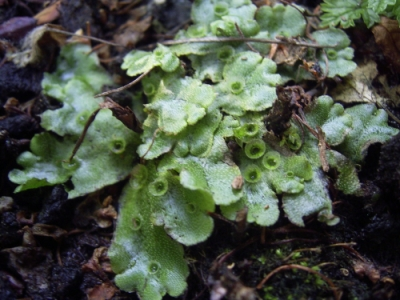
Parapluutjesmos met broedbekers met gemmen.
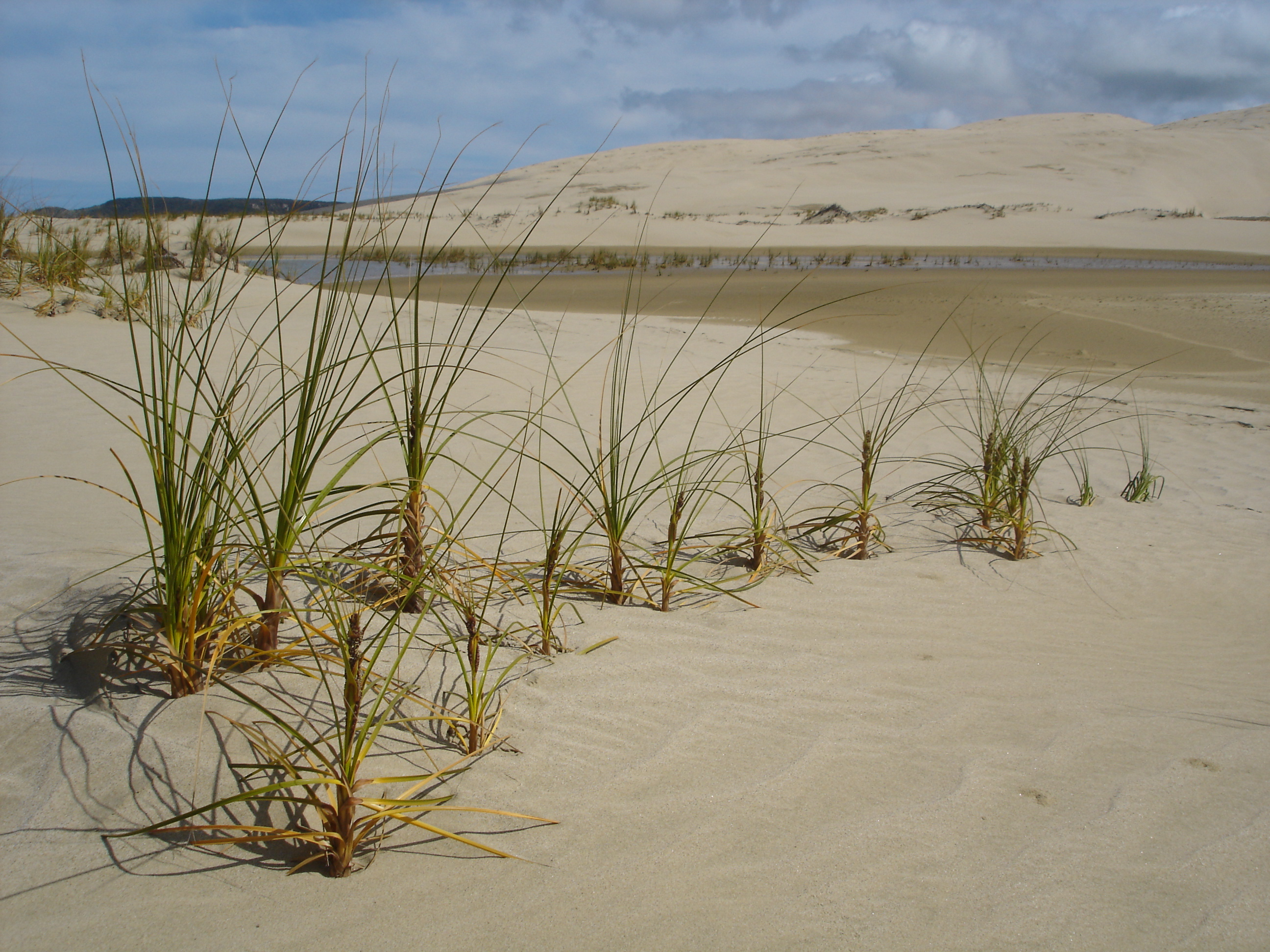
Desmoschoenus spiralis met jonge planten op wortelstok
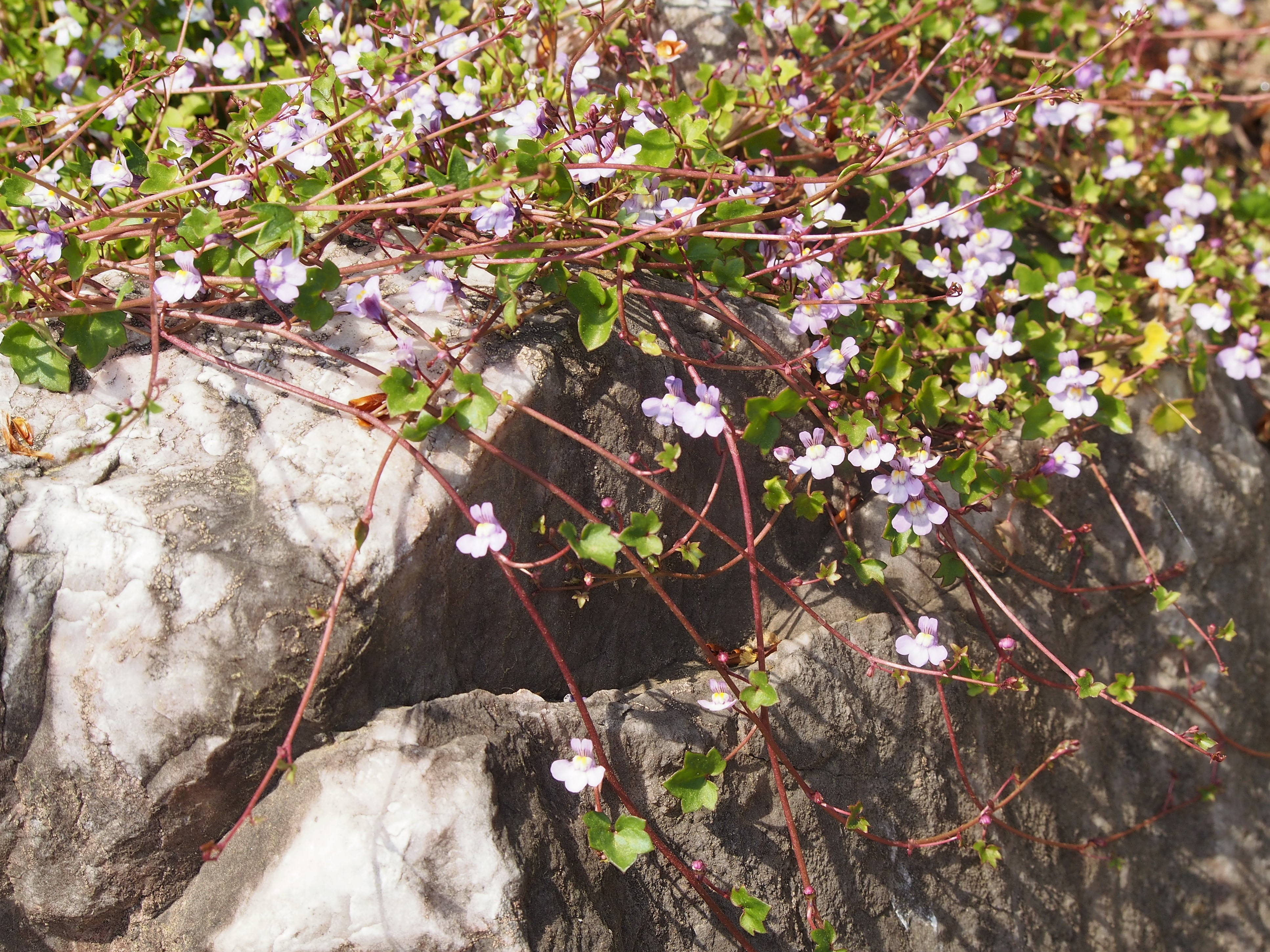
Muurleeuwenbek met uitlopers

Veel organismen vormen eencellige sporen voor hun verspreiding. Dit komt bijvoorbeeld voor bij schimmels zoals paddenstoelen en korstmossen, bij mossen, bij varens en bij andere planten.

Eencellige diasporen
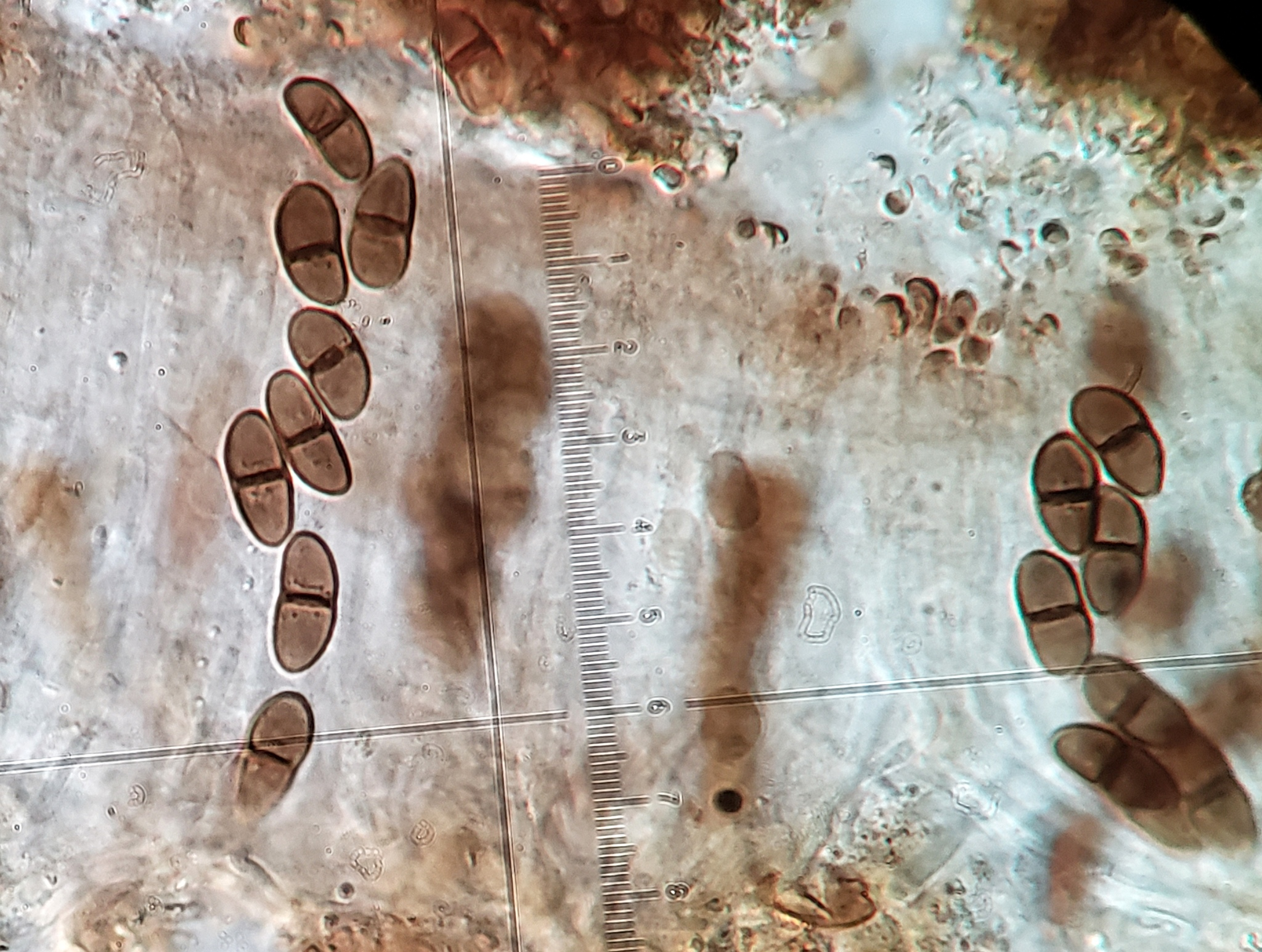
Vliegenstrontjesmos (korstmos) tweecellige sporen
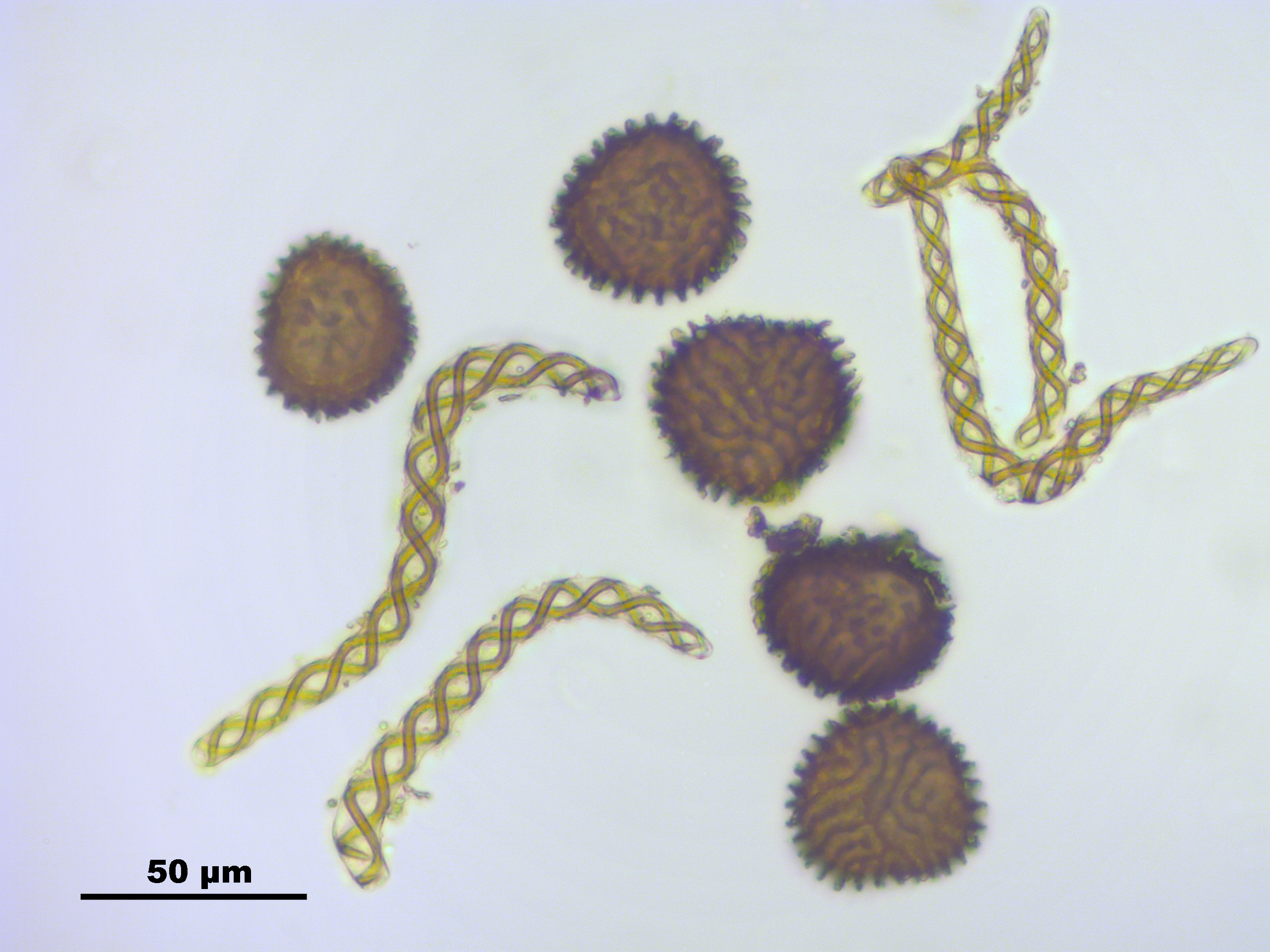
Fossombronia wondraczekii (levermos) sporen en elateren
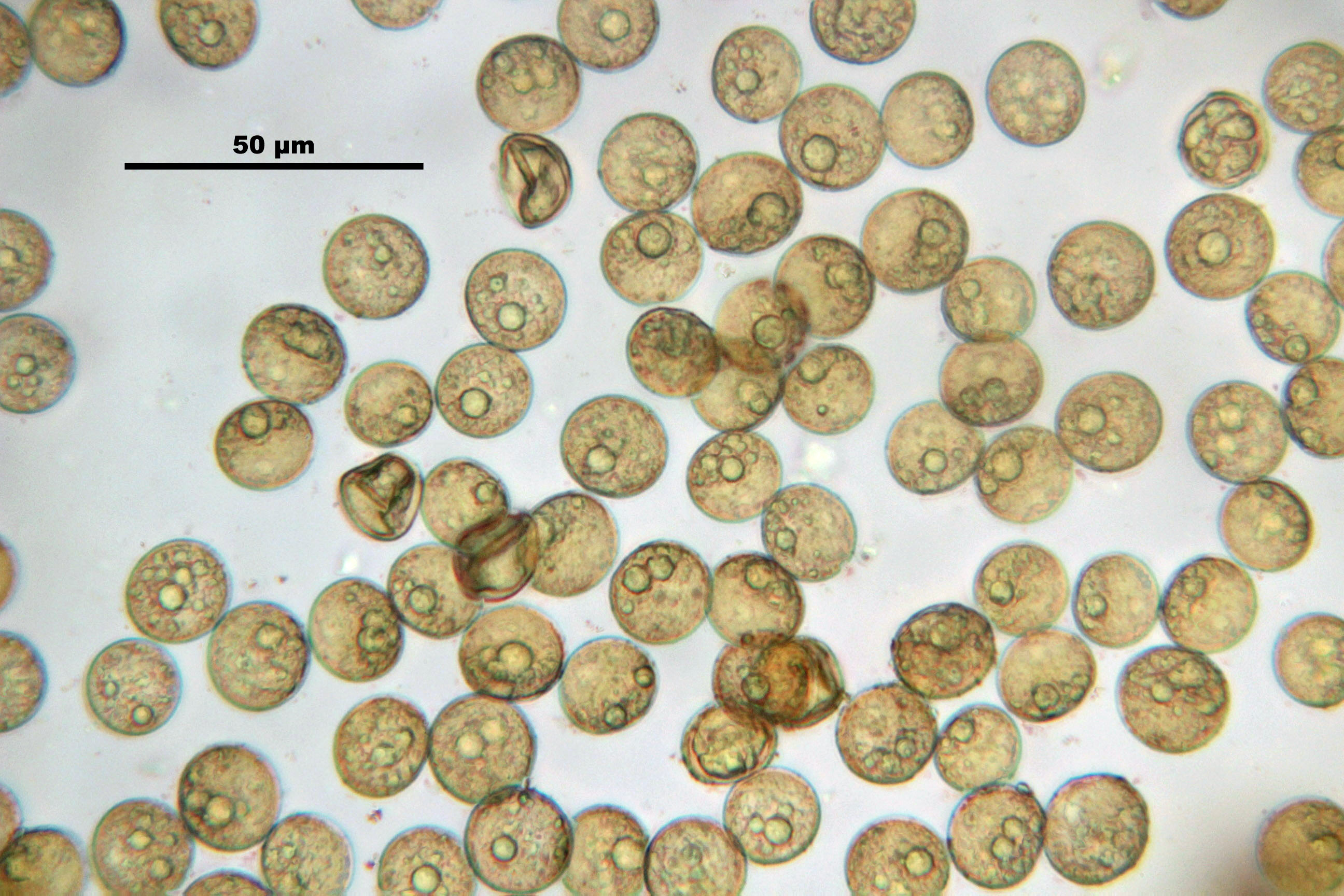
Gewoon krulmos (een mos)
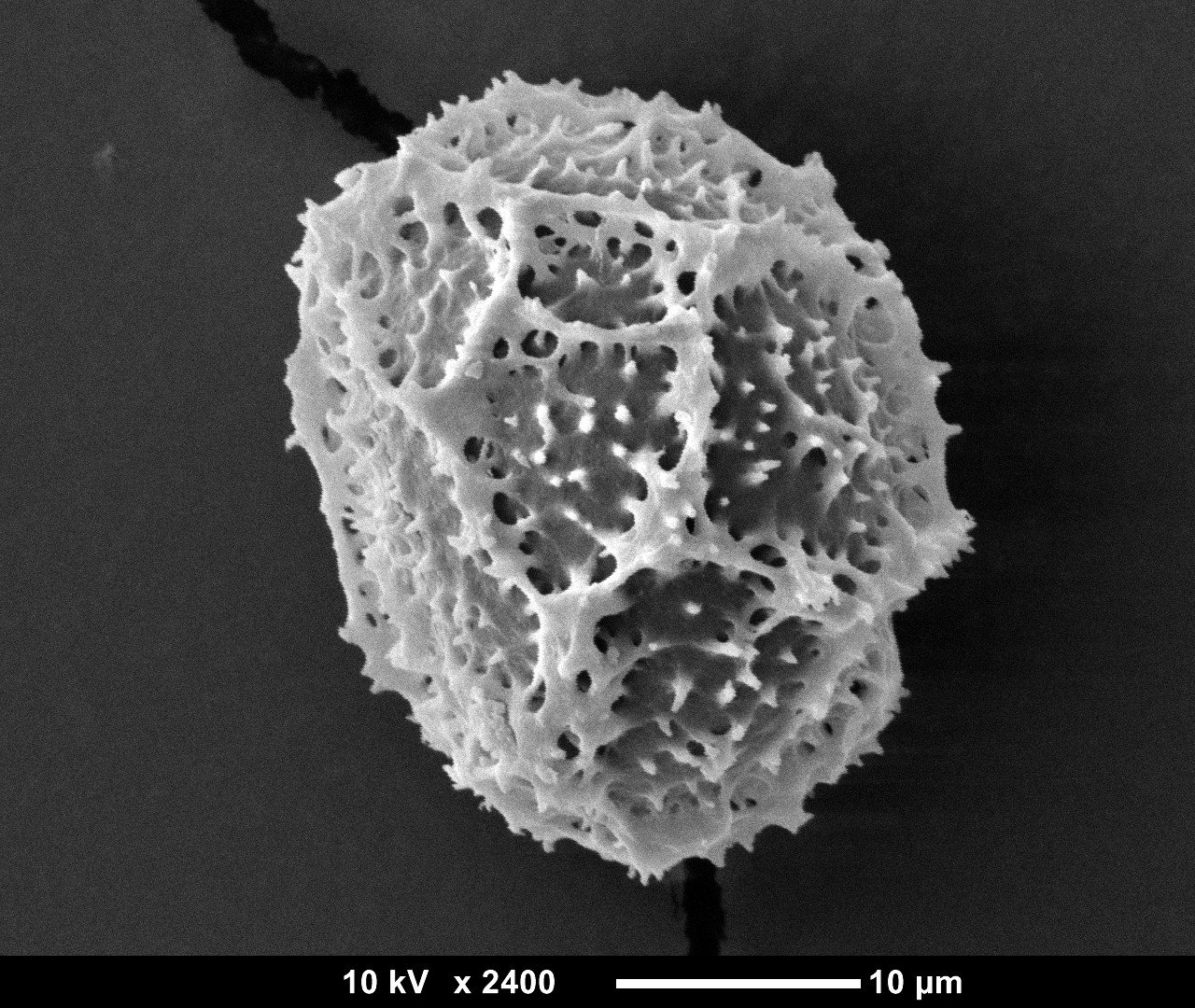
Tongvaren SEM afbeelding spore